# Halimba
Halimba je velká vesnice v Maďarsku v župě Veszprém, spadající pod okres Ajka. Nachází se asi 6 km jihozápadně od Ajky. V roce 2015 zde žilo 1 117 obyvatel. Dle údajů z roku 2011 tvoří 81,1 % obyvatelstva Maďaři, 1 % Němci a 1 % Romové. Vesnice je známá pro těžbu bauxitu.
Sousedními vesnicemi jsou Nyirád a Szőc, sousedním městem Ajka (část Padragkút).